# Dokumentarliteratur

Titelseite von Arnolds/Reinhardts Buch zu Dokumentarliteratur

Dokumentarliteratur (auch: dokumentarische Literatur) bezeichnet literarische Texte, die vor
allem  aus nichtfiktionalem  Material zusammengesetzt sind oder reale Ereignisse möglichst wirklichkeitsnah beschreiben.

## Begriffsbestimmung
Dokumentarliteratur sind "literarische Texte, die aus nichtliterarischen Vorlagen komponiert sind".
Dokumentarliteratur im engeren Sinne ist eine Aneinanderreihung von dokumentarischen Vorlagen, die reale Vorgänge oder Aussagen von Personen beschreiben. Häufige   Techniken sind dabei Montage, Sampling und Collage.
(Ein Protokoll, also eine reine Niederschrift, wird dagegen  nicht zur Dokumentarliteratur gerechnet, da dort das literarische, subjektiv zusammensetzende Element fehlt.)
Dokumentarliteratur im weiteren Sinne sind Reportagen, die reale Ereignisse in publizistischer Form wiedergeben, wie Erlebnisberichte oder Autobiographien.
Der formale Widerspruch der Dokumentarliteratur  ist, dass sie zwar  einen besonderen Authentizitäts- bzw. Wahrheitsanspruch hat, dabei  aber das Produkt eines auswählenden Autors ist, der eine bestimmte Absicht mitteilen will, und   Realitäten nicht ungeordnet  wiedergibt.
Sie ist letztendlich eine subjektive Wahrnehmung und nicht unmittelbare Wirklichkeit.

## Geschichte
Eine frühe Form der Dokumentarliteratur war die sogenannte Faktographie in der jungen Sowjetunion, deren bekanntester Vertreter Sergej Tretjakow war.
In Deutschland ließen sich in den 1920er und frühen 1930er Jahren  die Reportagen von Egon Erwin Kisch (Jahrmarkt der Eitelkeiten), die Reportageromane von Theodor Plevier, bestimmte Formen des   Agitprop-Theaters und das politische Theater der Piscator-Bühnen als Dokumentarliteratur im weiteren Sinne bezeichnen.
Ihren Höhepunkt erreichte die  formale Dokumentarliteratur in der Bundesrepublik
in den 1960er Jahren. Diese verwendete viel  dokumentarisches Material, vor allem  um gesellschaftliche Missstände  drastisch wiederzugeben und auch, um die furchtbaren Ereignisse der MS-Zeit unmittelbarer zu beschreiben. 
"Der Begriff der Dokumentar-Literatur verdankt sich dem gegenwärtigen Hang des Kulturbetriebs, eine karge, trockene Sprache zu sprechen und so für einen wissenschaftlichen Touch zu sorgen. "
Die wichtigsten Dramatiker waren Rolf Hochhuth (Der Stellvertreter), Peter Weiss (Die Ermittlung) und  Heinar Kipphardt (In Sachen J. Robert Oppenheimer), sowie etwas später die Autoren  Hans Magnus Enzensberger (Der kurze Sommer der Anarchie) und Alexander Kluge.
Seit den 1970er Jahren wurden Reportagen  Bestandteil der westdeutschen Literatur, vor allem  die Undercover-Erlebnisse von Günter Wallraff (Ganz unten).
In den 2010er Jahren erreichte der  Schweizer Milo Rau (Das Kongo Tribunal)   mit seinen Dokumentartheaterstücken viel Aufmerksamkeit.
Auch in anderen Ländern wie in der Sowjetunion oder in Schweden gab es dokumentarische Literatur.

## Formen
Zur Dokumentarliteratur werden Dokumentarromane, dokumentarische Theaterstücke und in seltenen Fällen auch dokumentarische Lyrik  gerechnet.
Im weiteren Sinne werden auch
Reportagen, und    Berichte dazugezählt .

Die Interviewliteratur, die biographische Befragungen von Personen, meist aus einfachen Verhältnissen, in Protokollform wiedergibt, wurde 1969 von Erika Runge mit ihren  Bottroper Protokollen begründet. Sie wurde in den folgenden  Jahrzehnten vor allem in der DDR häufiger genutzt, als Ersatz für den fehlenden freien Journalismus. Am bekanntesten wurde dort Guten Morgen, du Schöne von Maxie Wander.

## Beispiel
WABRA

LEUPOLD POPP

LUDWIG MÜLLER WENAUER BLANKENBURG

STAREK STREHL BRUNGS HEINZ MÜLLER VOLKERT

aus: Peter Handke. Die Innenwelt der Außenwelt der Innenwelt, Frankfurt a. M. 1969, S. 59.